# Eurocopter EC135
Eurocopter EC135 — багатоцільовий легкий вертоліт.
Eurocopter EC135 (тепер Airbus Helicopters H135) - це двомоторний цивільний легкий універсальний вертоліт, вироблений Airbus Helicopters (раніше відомий як Eurocopter). Він здатний виконувати польоти за правилами польотів за приладами (IFR) і оснащений цифровою автоматичною системою управління польотом (AFCS).
Розробка H135 почалася ще до створення Eurocopter компанією Messerschmitt-Bölkow-Blohm (MBB) під позначенням Bo 108 в 1970-х роках. MBB розробив його в партнерстві з Aérospatiale. Bo 108 спочатку замислювався як демонстратор технологій, що поєднує в собі атрибути успішного MBB Bo 105 з новими досягненнями і аеродинамічним обтічним дизайном.
Перший політ відбувся 15 лютого 1994 року, він був введений в експлуатацію в 1996 році і до вересня 2020 року виготовлено 1400 вертольотів 300 операторам в 60 країнах, наліт яких склав більше 5 мільйонів годин. Він в основному використовується для вертолітних служб екстреної медичної допомоги, корпоративного транспорту, правоохоронних органів, повітряної підтримки на морі і військового навчання польоту. Половина з них знаходиться в Європі, а чверть — в Північній Америці. H135M, сертифікований під назвою Eurocopter EC635, є військовим варіантом.

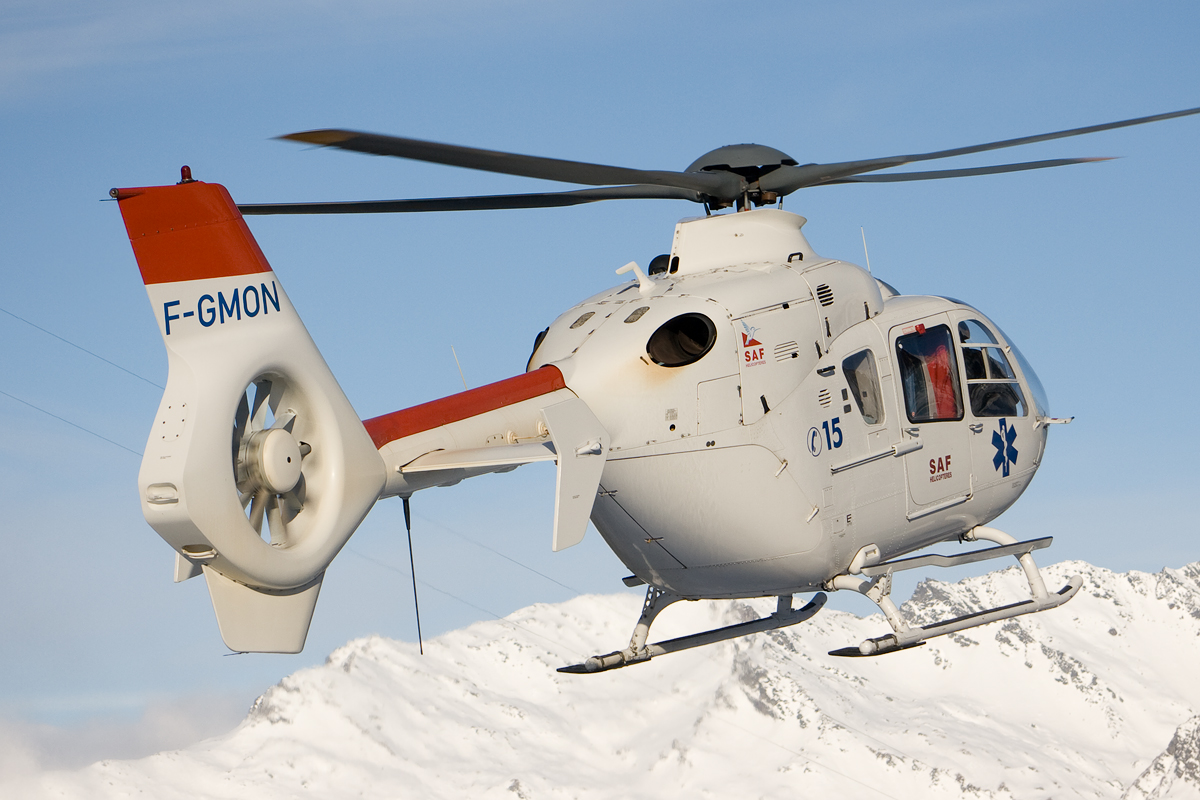
EC135 T1 Французького оператора SAF Hélicoptères на рятувальній операції на гірськолижньому курорті

## Тактико-технічні характеристики
- Маса пустого: 1490 кг
- Максимальна злітна вага: 2910 кг (6415 фунтів)
- Максимальна швидкість: 259 км/год
- Крейсерська швидкість:
  - з двигунами Turbomeca: 239 км/год
  - з двигунами Pratt & Whitney: 230 км/год
- Практична стеля: 3050 м

## Аварії та катастрофи
29 листопада 2013 поліцейський вертоліт Eurocopter EC 135 T2 з екіпажем з трьох осіб розбився в Глазго, впавши на дах пабу "Clutha Vault". Загинули всі три члени екіпажу вертольота та п'ять відвідувачів пабу.

## Виноски
1. ↑  https://www.youtube.com/watch?v=7rkCU9-bQlE&list=PL4nkr7pTOvLMjwIX3L6KUpcnY-mq-aR99&index=20
2. ↑  BBC: Glasgow helicopter crash: 'Multiple injuries' at Clutha pub [Архівовано 30 листопада 2013 у Wayback Machine.] 30.11.2013